# Lepilemur milanoii
Lepilemur milanoii, lémur saltador de Daraina, es una especie de mamífero primate de la familia Lepilemuridae. Como todos los lémures es endémico de la isla de Madagascar y se distribuye al norte de la isla en la región de Daraina, al sur del río Loky. Su área de distribución es simpátrica con la del lémur saltador de Ankarana, son las dos únicas especies del género que comparten un área común.
Su cuerpo mide de 22 a 24 cm, y la cola de 25 a 26 cm, superando ligeramente los 700 gramos de peso. Su pelaje es muy largo y fino, de color marrón rojizo por el dorso y grisáceo por el vientre. La cara también es marrón grisácea dibujando una máscara. De la nuca parte una línea más oscura hasta mitad de espalda. Las patas son grises y la cola es marrón en toda su longitud.
Se encuentra en las selvas primarias y secundarias, bosques galería y bosques secos caducifolios de las tierras bajas. Tiene hábitos arbóreos y nocturnos, y se alimenta de hojas.
Su estatus en la Lista Roja de la UICN es de «especie en peligro de extinción», debido a su reducida área de distribución —menos de 2620 km²— muy fragmentada y en continuo declive, y a la disminución en el número de adultos reproductores.